# Presbiterianismo no Distrito Federal
O Presbiterianismo é a segunda maior família denominacional protestante histórica no Distrito Federal (atrás apenas dos batistas), correspondendo a 0,84% da população da unidade federativa. Sendo assim, é a 5ª unidade federativa com maior percentual de presbiterianos do país.

## História
O Presbiterianismo chegou a Brasília no mesmo ano da fundação da cidade, em 1960. Desde então várias igrejas foram fundadas nas demais regiões administrativas do Distrito Federal e hoje é um dos maiores grupos protestantes do Distrito Federal. 
No ano de 1958 a Igreja Presbiteriana do Brasil recebeu uma oferta de duzentos e cinquenta mil dólares com o fim de construir um centro de formação teológica em Brasília. Todavia, o valor foi usado para aquisição de imóveis para a manutenção da denominação. 
A partir de 7 de abril de 1982 o Rev.Anderson Rios e o Rev. João de Souza começaram a reunir-se para tratar do assunto, dando início a uma frente de trabalho em prol da instalação do seminário. Em 1987 receberam o apoio de outros futuros professores tais como o Rev. Uzi Murback. 
Após ter falhado a proposta do seminário no Supremo Concílio da denominação, eles iniciaram no mesmo ano o curso com o nome Centro de Teologia. Em janeiro de 1999 foi criada uma classe do Seminário Presbiteriano Brasil Central (SPBC) em Brasília e em junho do mesmo ano o Supremo Concílio da Igreja Presbiteriana do Brasil decidiu oficializar a criação da extensão do SPBC em Brasília. 
A partir do crescimento o Seminário Presbiteriano de Brasília passou a ocupar o seu próprio prédio e tornou-se independente, recebendo o imóvel adquirido com as doações de 1958.

## Igreja Presbiteriana do Brasil
A Igreja Presbiteriana do Brasil (IPB) é a maior denominação presbiteriana no Distrito Federal, com mais de 100 igrejas e congregações.
Desde 2022, 5 dos 90 sínodos da IPB tem igrejas no Distrito Federal, sendo o Sínodo Central Brasília, Sínodo Bandeirantes de Brasília  e o Sínodo Taguatinga presentes apenas no Distrito Federal, enquanto o Sínodo Brasília abrange igrejas de Goiás e Minas Gerais e o Sínodo Planalto abrange igrejas de Goiás.
A IPB e suas igrejas federadas no Distrito Federal operam 4 escolas na unidade federativa,   além do Seminário Presbiteriano de Brasília.
A Junta de Missões Nacionais (IPB) não trabalha com missões no Distrito Federal. Todavia, as igrejas do Distrito Federal são ativas no financiamento de missões nacionais, como a Igreja Presbiteriana Nacional (Brasília).

## Igreja Presbiteriana Independente do Brasil
A Igreja Presbiteriana Independente do Brasil tem um presbitério no Distrito Federal, com 5 de suas igrejas na unidade federativa.

## Igreja Presbiteriana Unida do Brasil
A Igreja Presbiteriana Unida do Brasil tem duas igrejas federadas em Brasília.

## Outras denominações presbiterianas
A Igreja Presbiteriana Conservadora do Brasil e Igreja Presbiteriana Fundamentalista do Brasil não possuem igrejas federadas no Distrito Federal.